# دالمیشا (پنسیلوانیا)
دالمیشا (به انگلیسی: Dalmatia) یک منطقهٔ مسکونی در ایالات متحده آمریکا است که در شهرستان نورث‌آمبرلند، پنسیلوانیا واقع شده‌است. دالمیشا ۴۸۸ نفر جمعیت دارد.